# Diospyros venenosa
Diospyros venenosa är en tvåhjärtbladig växtart som beskrevs av Bakh. Diospyros venenosa ingår i släktet Diospyros och familjen Ebenaceae. Inga underarter finns listade i Catalogue of Life.